# Храм Хибис
Храм Хибис — древнеегипетский храм в оазисе Харга. Единственное сооружение в Египте, относящееся к саитско-персидскому периоду (664—404 гг. до н. э.), которое дошло до наших дней в хорошем состоянии. Расположен в мухафазе Вади-эль-Гедид, примерно в 2 км к северу от Харги. Храм был посвящён синкретизму двух местных форм бога Амона — «Амону из Хибиса» и «Амону-Ра из Карнака, обитающему в Хибисе».
По другой версии, он был посвящён не только Амону, но и Осирису.

## История
| h | b | hb | t · niwt |

| h | b | hb | t · niwt |

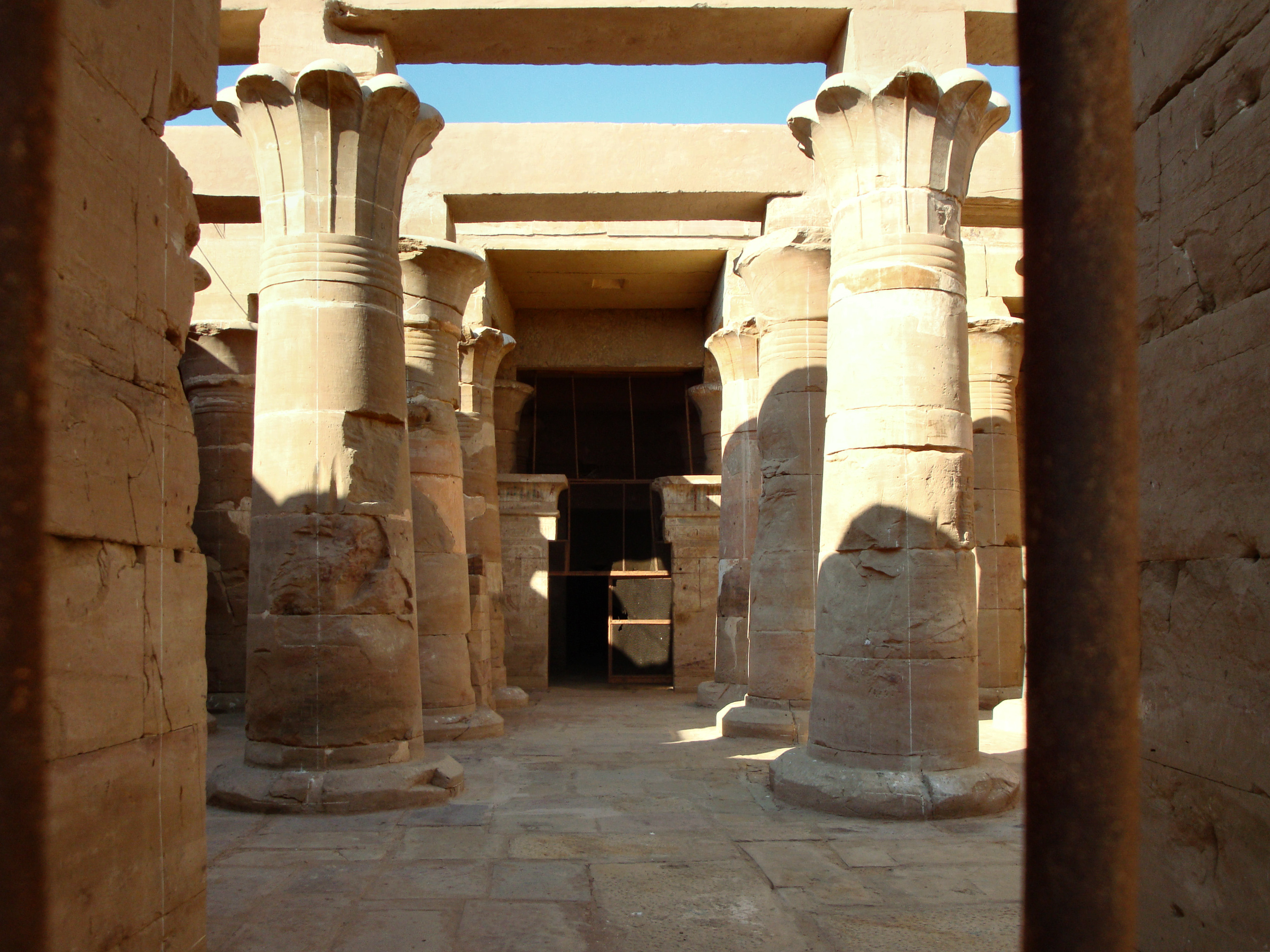
Пальмообразные колонны в храме

Храм Хибис находился в черте одноимённого древнеегипетского города (с египетского — «плуг»). Строительство храма началось при фараоне Псамметихе II, или, возможно, даже раньше, во времена 25-й династии. Археологические находки свидетельствуют о том, что более старый храм, относящийся к периоду Нового царства, уже существовал на том же месте. Спустя несколько десятилетий после Псамметиха II, во времена 27-й династии, ахеменидский фараон Дарий I принял активное участие в строительстве храма, и именно ему приписывают украшение стен. Позже, несколько других правителей, например, Хакор из 29-й династии, Нектанеб I и Нектанеб II из 30-й династии, Птолемей IV Филопатор из династии Птолемеев и один из римских императоров, также преобразили облик храма.
Первая кампания по раскопкам, организованная нью-йоркским Метрополитен-музеем, состоялась в 1909—1911 годах. Более поздняя кампания, возглавляемая Юджином Круз-Урибе, началась в 1985 году.

## Описание

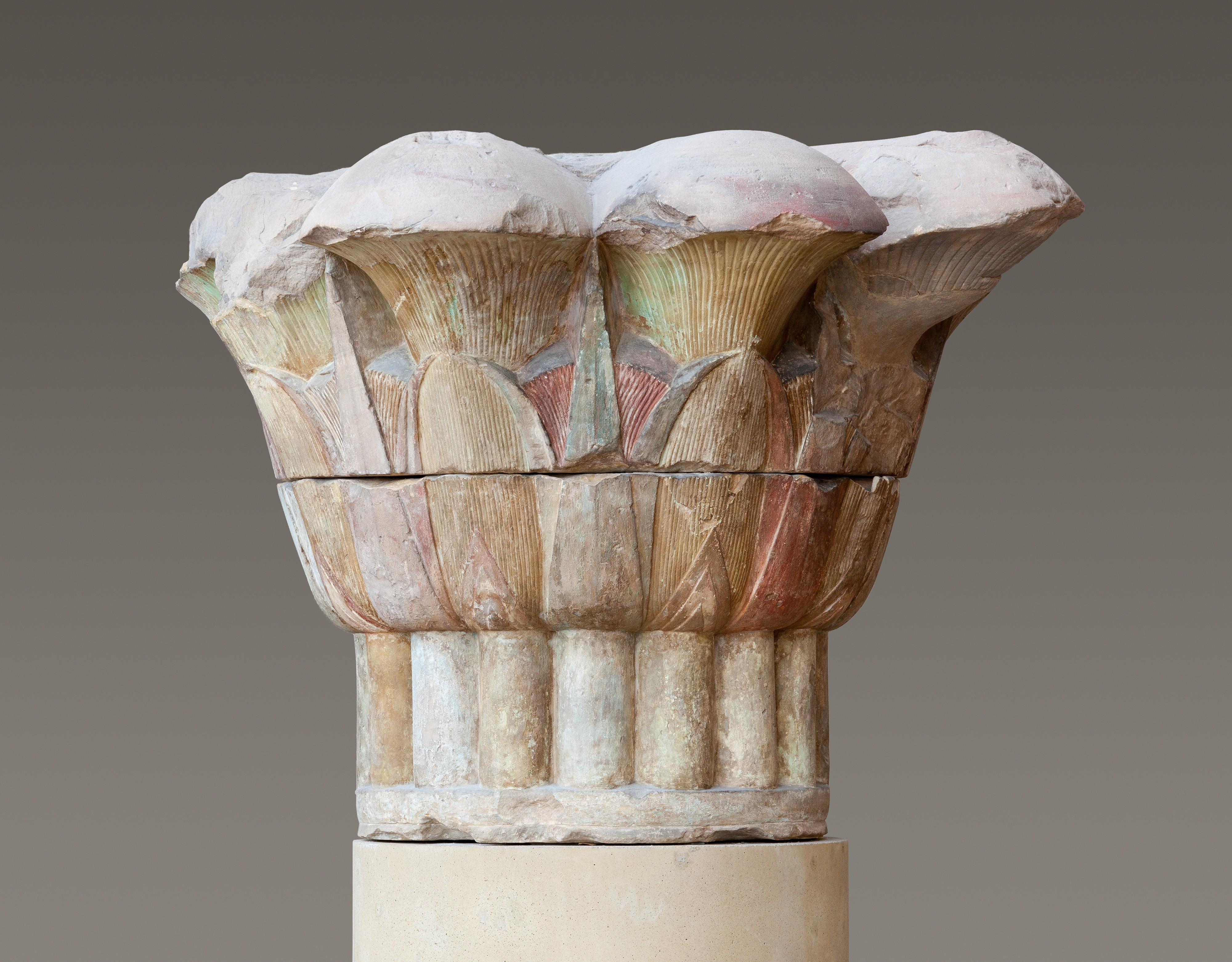
Капитель колонны храма

Храм имеет большое сходство в архитектурном плане с фиванскими храмами Нового царства, а также с храмами периода Птолемеев, однако, он отличается от них некоторыми особенностями, такими как стиль украшений.
Длинный коридор со сфинксами пересекает ряд пилонов и ведёт к самому зданию. Первоначально храм был окружён озером, теперь давно исчезнувшим. Колонны гипостильного зала имеют форму огромных рулонов папируса, на которых размещены различные украшения и несколько гимнов, посвященных богу Амону.
Стены и крыша посвящены фиванской мифологии и Осирису соответственно, в то время как наос разделен на девять регистров, полностью украшенных изображениями египетских богов и фараонов, всего около 700 фигур. В начале каждого регистра изображён фараон во время совершения ритуала. В резком контрасте с богатством этих изображений сопровождающие надписи кратки, если не отсутствуют вовсе.
Относительно хорошая сохранность храма может быть связана с тем, что он находится в малонаселённом месте. Однако, в течение нескольких десятилетий здание находится под угрозой из-за подъёма грунтовых вод, которые разрушают его фундамент, и Служба древностей Египта рассматривала возможность полного демонтажа и перемещения всего храма.

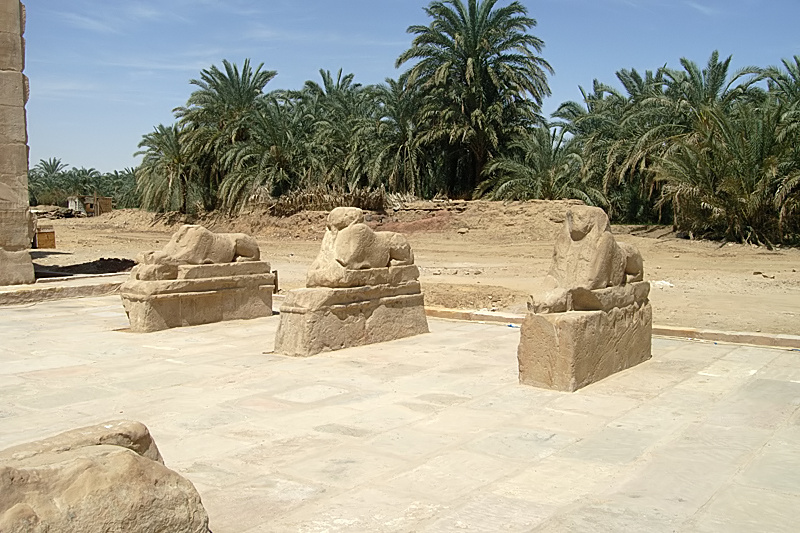
Сфинксы в коридоре храма